# Helioprosopa finita
Helioprosopa finita là một loài ruồi trong họ Tachinidae.